# Adriana Pérez

Adriana Pérez (nació el 20 de noviembre de 1992) es una exjugadora de tenis de Venezuela y miembro del equipo de la Fed Cup Venezuela. El 3 de septiembre de 2014, llegó a su ranking más alto en la WTA, el cual fue 188, mientras que su mejor ranking de dobles fue 152 el 26 de agosto de 2013.

## Carrera
Pérez se convirtió en profesional en 2008. Entre el 2010 y 2012, alcanzó 7 finales y 5 títulos en torneos Challenger de la Federación Internacional de Tenis (ITF). Su primer intento para clasificar a un torneo patrocinado por la WTA llegó en febrero del 2012 con el torneo de Bogotá, para el momento siendo la clasificada n.º 365 del ranking mundial de la WTA. Pérez perdió en la primera ronda de la fase de clasificación contra Marie-Eve Pelletier con un puntaje de 64–77 0–6 y no clasificó para el cuadro principal del torneo. En julio de ese año, el mismo escenario ocurrió durante la primera ronda de la fase de clasificación del torneo de Bastad, perdiendo esta vez contra Anastasia Grymalska 6–4 4–6 1–6. Sin embargo, su participación en los Challengers fue positiva y terminaría el año siendo la clasificada n.º 263 del ranking mundial.
En febrero de 2013, Pérez perdió la fase de clasificación para participar en el torneo WTA de Cali contra Andrea Gamiz, también venezolana, en tres sets 4–6 6–4 63–77. Pérez volvió a jugar la fase de clasificación del torneo de Bogotá 2013, perdiendo de nuevo en la primera ronda y sin poder clasificar. Su siguiente intento vendría en la fase de clasificación del torneo de Florianopolis 2013. Pérez ganó ambos partidos clasificatorios sin perder un set y clasificó por primera vez a un torneo de la WTA. Fue también la primera venezolana en participar en el cuadro principal de un torneo de la WTA en 4 años. Allí se enfrentó a Chanelle Scheepers de Sudáfrica en la primera ronda, clasificada n.º 60 del ranking mundial y sembrada n.º 4 del torneo; Pérez perdió el partido 6–2 4–6 0–6. Logró entrar a la fase de clasificación del Abierto de Estados Unidos 2013 perdiendo en primera ronda ante Alison Van Uytvanck.
En abril de 2014, Peréz debió retirarse del tenis debido a una lesión del hombro. En noviembre de ese mismo año participó en los Juegos Centroamericanos y del Caribe Veracruz 2014.

## Circuito ITF títulos

### Individual

#### Títulos (7)
| torneos $100,000 |
| torneos $75,000  |
| torneos $50,000  |
| torneos $25,000  |
| torneos $10,000  |

| N.º | Fecha                    | Torneo                  | Superficie | Oponente            | Resultado     |
| --- | ------------------------ | ----------------------- | ---------- | ------------------- | ------------- |
| 1.  | 18 de septiembre de 2010 | Caracas, Venezuela      | Dura       | Andrea Gamiz        | 6-3, 6-1      |
| 2.  | 6 de noviembre de 2010   | Bogotá, Colombia        | Arcilla    | Karen Castiblanco   | 6-1, 1-6, 6-1 |
| 3.  | 9 de abril de 2011       | Caracas, Venezuela      | Dura       | Viktoryia Kisialeva | 6-1 6-3       |
| 4.  | 16 de abril de 2011      | Caracas, Venezuela      | Dura       | Amanda McDowell     | 2-6, 6-2, 6-2 |
| 5.  | 28 de abril de 2012      | Caracas, Venezuela      | Dura       | Teliana Pereira     | 6-1, 6-1      |
| 6.  | 15 de septiembre de 2013 | Redding, Estados Unidos | Dura       | Robin Anderson      | 2-6, 6-2, 6-1 |
| 7.  | 25 de noviembre de 2013  | Monterrey, México       | Dura       | Indy De Vroome      | 4-6, 6-4, 6-3 |

#### Finales (4)
| N.º | Fecha                    | Torneo                   | Superficie | Oponente             | Resultado     |
| --- | ------------------------ | ------------------------ | ---------- | -------------------- | ------------- |
| 1.  | 25 de septiembre de 2010 | Caracas, Venezuela       | Dura       | Andrea Gamiz         | 6-1, 4-6, 5-7 |
| 2.  | 31 de julio de 2011      | Campos Do Jordao, Brasil | Dura       | Veronica Cepede Royg | 6-7(4-7), 5-7 |
| 3.  | 9 de abril de 2011       | Caracas, Venezuela       | Dura       | Tadeja Majeric       | 1-6, 6-3, 5-7 |
| 4.  | 9 de diciembre de 2013   | Mérida, México           | Dura       | Rebecca Peterson     | 6-4, 6-0      |

### Dobles

#### Títulos (9)
| torneos $100,000 |
| torneos $75,000  |
| torneos $50,000  |
| torneos $25,000  |
| torneos $10,000  |

| N.º | Fecha                  | Torneo                        | Superficie | Compañera            | Oponente                                   | Resultado        |
| --- | ---------------------- | ----------------------------- | ---------- | -------------------- | ------------------------------------------ | ---------------- |
| 1.  | 6 de noviembre de 2010 | Bogotá, Colombia              | Arcilla    | Yuliana Lizarazo     | Karen Castiblanco Andrea Koch-Benvenuto    | 6-2, 7-6(7-5)    |
| 2.  | 9 de abril de 2011     | Caracas, Venezuela            | Dura       | Karen Castiblanco    | Akiki Indire Zuzana Linhova                | 7-5, 6-2         |
| 3.  | 16 de abril de 2011    | Caracas, Venezuela            | Dura       | Karen Castiblanco    | Lena Litvak Amanda McDowell                | 7-6(12-10), 6-4  |
| 4.  | 3 de junio de 2011     | Maribor, Eslovenia            | Arcilla    | Karen Castiblanco    | Ani Mijacika Ana Vrljic                    | 6-3, 7-6(11-9)   |
| 5.  | 17 de julio de 2011    | Bogotá, Colombia              | Arcilla    | Andrea Gamiz         | Julia Cohen Andrea Koch-Benvenuto          | 6-3, 6-4         |
| 6.  | 27 de mayo de 2013     | El Paso, México               | Dura       | Marcela Zacarias     | Fatma Al Nabhani Keri Wong                 | 6–3, 6–3         |
| 7.  | 7 de julio de 2013     | São José do Rio Preto, Brasil | Arcilla    | Verónica Cepede Royg | María Fernanda Álvarez Terán Mailen Auroux | 4–6, 6–4, [11–9] |
| 8.  | 14 de julio de 2013    | Campinas, Brasil              | Arcilla    | Veronica Cepede Royg | Florencia Molinero Carolina Zeballos       | 6–0, 6–1         |
| 9.  | 28 de octubre de 2013  | Caracas, Venezuela            | Dura       | Veronica Cepede Royg | Florencia Molinero Laura Pigossi           | 6-3, 6-3         |

#### Finales (5)
| N.º | Fecha                    | Torneo                  | Superficie | Compañera            | Oponente                          | Resultado        |
| --- | ------------------------ | ----------------------- | ---------- | -------------------- | --------------------------------- | ---------------- |
| 1.  | 25 de septiembre de 2010 | Caracas, Venezuela      | Dura       | Andrea Gamiz         | Gally De Wael Nicole Rottmann     | 2-6, 6-1, [4-10] |
| 2.  | 28 de abril de 2012      | Caracas, Venezuela      | Dura       | Veronica Cepede Royg | Mailen Auroux Maria Irigoyen      | 4-6, 3-6         |
| 3.  | 4 de noviembre de 2012   | Caracas, Venezuela      | Dura       | Mariana Duque Mariño | Elena Bovina Mirjana Lucic-Baroni | 3-6, 6-4, [8-10] |
| 4.  | 13 de enero de 2013      | Florida, Estados Unidos | Arcilla    | Florencia Molinero   | Ulrikke Eikeri Chieh-Yu Hsu       | 3-6, 0-6         |
| 5.  | 20 de enero de 2013      | Florida, Estados Unidos | Arcilla    | Florencia Molinero   | Angelina Gabueva Allie Will       | 6-4, 2-6, [7-10] |

## Ranking WTA al finalizar cada temporada
| Año                     | 2010 | 2011 | 2012 | 2013 | 2014 |
| Ranking en individuales | 668  | 390  | 263  | 243  | 310  |
| Ranking en dobles       | 827  | 287  | 248  | 162  | 366  |